# VfB 01 Chemnitz
VfB 01 Chemnitz was een Duitse voetbalclub uit de stad Chemnitz, in de deelstaat Saksen. 

## Geschiedenis
De club werd opgericht in 1901 als SC Reunion 1901 Chemnitz. De club sloot zich aan bij de Midden-Duitse voetbalbond en promoveerde in 1909 naar de hoogste klasse van de Zuidwest-Saksische competitie. De club verloor alle wedstrijden, maar degradeerde niet. Na twee jaar in de middenmoot eindigde de club in 1912/13 opnieuw laatste, gedeeld met SC National 1900 Chemnitz, deze laatste club degradeerde. In 1914 nam de club de naam FC Hohenzollern aan, maar na de Eerste Wereldoorlog en de val van het Duitse keizershuis werd de naam opnieuw veranderd, nu in VfB 01 Chemnitz. In 1919 werd de club kampioen en plaatste zich zo voor de Midden-Duitse eindronde. De club won van  FC Viktoria 1903 Zerbst en verloor dan met 3:2 van Dresdner FC Fußballring 1902. 
Na 1919 werd de competitie van Zuidwest-Saksen hervormd tot Kreisliga Mittelsachsen, die een groter gebied besloeg, al betekende dit in de praktijk geen verandering aangezien enkel de clubs uit Chemnitz en Mittweida in de hoogste klasse speelden. De club was een middenoter en kon geen enkele keer in de top drie eindigen. In 1926/27 werd VfB laatste en degradeerde. De volgende jaren bracht de club in de tweede klasse door en in 1932 kon de club weer promoveren. 
In 1933 kwam de NSDAP aan de macht in Duitsland. De competitie werd grondig hervormd en de regionale voetbalbonden met zijn vele competities werden ontbonden. De Gauliga kwam in de plaats en enkel de top twee kwalificeerde zich voor de Gauliga Sachsen. De negende plaats van VfB volstond dus wel niet en de club degradeerde hierdoor naar de Bezirksklasse Chemnitz. In 1938 fuseerde de club met SV Teutonia 1901 Chemnitz, nog een club die er niet meer in slaagde om weer op het hoogste niveau te spelen. De fusieclub heette SpVgg 01 Chemnitz.
Na het einde van de Tweede Wereldoorlog werden alle clubs in Duitsland ontbonden. De club werd heropgericht als SG Chemnitz Schloß. Ook hierna werd de naam nog vaak veranderd. Eerst in BSG Handel und Sozial-Versicherung, later in BSG Motor „Fritz Heckert“ Karl-Marx-Stadt. Na de vereniging van beide Duitslanden werd het dan Chemnitzer Sportverein 51 Heckert. Op 26 januari 1996 werd het weer VfB Chemnitz. 
Ten tijde van de DDR speelde de club sinds 1978 ononderbroken in de DDR-Liga (tweede klasse). Na de vereniging van Oost- en West-Duitsland speelde de club in de Oberliga dat tot aan de herinvoering van de Regionalliga midden jaren 90 nog een derde klasse was.
In april 2005 fusioneerde de club met SV Fortuna Furth. De fusie kwam tot stand zowel op sportieve als financiële redenen. Na de degradatie van VfB Chemnitz uit de Oberliga (vierde klasse) in 2003, ging de club bijna failliet.

## Erelijst
Kampioen Zuidwest-Saksen
1919